# التسلسل الزمني اليهودي التقليدي
التسلسل الزمني اليهودي التقليدي (بالإنجليزية: Traditional Jewish chronology، ويُعرف أيضًا بالتوقيت اليهودي). حافظ التقليد اليهودي طويلًا على تسجيلات لتتالي التواريخ والأزمنة المرتبطة بالأحداث التاريخية الهامة التي شهدتها الأمة اليهودية، بما فيها مثالًا وليس حصرًا التواريخ المثبتة لبناء الهيكل الثاني وتدميره، إذ وثق الباحثون هذه التواريخ في المسار الزمني (التي ستسمى من الآن وصاعدًا تواريخ التسلسل الزمني) ودعمت صحتها الأعمال القديمة. تتعارض هذه التواريخ مع نظام التأريخ الحديث رغم مقارنتها مع الجداول الزمنية الموافقة لها في أعمال المؤرخين المعاصرين التي أسهب فيها باحثو التاريخ الغربيون.
قد يصل مدى الاختلاف بين نظامي التأريخ المذكورين إلى عامين، وقد يزيد عن 100 عام اعتمادًا على الحدث المقصود. قبل اعتماد نظام التأريخ الحسابي قبل الميلادي/بعد الميلادي ومزامنته مع سنوات حكم الملوك والقياصرة الرومان المذكورة في السجلات التاريخية، اعتمد اليهود على الحساب وفق التقويم السلوقي الأقدم (المعروف أيضًا بعام الإسكندر) أو باللغة العبرية minyan li-šṭarōth («حقبة العقود») التي أُشير فيها إلى أزمنة تاريخية تعود إلى عصر الإسكندر الأكبر.
في أنظمة ضبط التوقيت العادية، غالبًا ما يُستخدم حدث واحد رئيس ليكون نقطة استناد في حساب التوقيت، وهذا يعني أنه بمعرفة مدى أهمية حدث معين سيحسب المؤرخون الفترة التي مرت منذ وقوعه نسبةً إلى حدث آخر، وهذا هو المعتمد أيضًا في التسلسل الزمني اليهودي.

## التاريخ الموجز لعلم التسلسل الزمني
قدم المؤرخ اليوناني تيمايوس الطبرميني (نحو 365 قبل الميلاد – 260 ميلادي) نظامًا حسابيًا يعتمد على الأولمبياد (فترة من أربع سنوات). اشتهر المؤرخ الروماني كورنيليوس نيبوس بأنه الكاتب الروماني الأول للكرونوغراف (وصف التوقيت). حدد نيبوس ولادة الإسكندر الأكبر بعد 385 عامًا من تأسيس روما، وذكر أيضًا أسماء القناصل الرومان في ذاك العام. افترض نيبوس وبوليبيوس أن إنشاء روما، أو ما يسمى «إيه يو سي» (تقويم بداية روما) «منذ تأسيس المدينة ]روما[»، وقع في العام الثاني من الأولمبياد السابع الذي يقابل 751 ق.م. يركز تخطيط التسلسل الزمني الإمبراطوري حول التاريخ الإقليمي أو المحلي كما هو معتمد لدى مؤرخي العبرية القديمة.
اقتبس يوسيفوس فلافيوس من كتاب بيروسوس الثالث عند إسقاطه سنوات الحكم الملكي لملوك بابل الذين برز ذكرهم في التاريخ الإسرائيلي.
أقدم مانيثون، الذي كان الكاتب والكاهن المصري الأكبر، على نسخ قائمة التسلسل الزمني لثمانية ملوك فارسيين قدماء من النقوش المصرية لصالح الملك بطليموس الثاني (266 ق.م – 228 ق.م)، بادئًا بقمبيز الثاني ابن كورش الكبير، لكنه تغاضى عن فترة الحكم المؤقتة لرجال الدين الإيرانيين (الموغ) فقط.
حاول كل من سويتونيوس في حياة القياصرة الرومان ويوسيفوس فلافيوس في الحرب اليهودية وإبيفانيوس السلاميسي في بحث الأوزان والقياسات (النسخة السريانية) تصوير سنوات الحكم الملكي للأباطرة الرومان بدقة، ورغم جهودهم الملحوظة بقيت هناك تناقضات بين هذه الأعمال، وستؤدي هذه الاختلافات إلى تناقضات دائمة في التسلسل الزمني المقبول حاليًا. في السجل التاريخي لجيروم، الذي أتمه عام 381 من الحقبة العامة، أرخ جيروم السنة الملكية الأولى للإمبراطور الروماني الأول يوليوس قيصر عام 48 ق.م، لكنه كتب الأرقام في وثيقته الأصلية باللغة الرومانية مشيرًا فقط إلى رقم الأولميباد في تأريخ الأحداث دون تفاصيل أخرى. تمثل التواريخ الموافقة للسنين قبل الميلادية في عمله الحالي إضافات من المحرر المعاصر رودلف هيلم.
«تتمثل المشكلة في البحث المعاصر» على لسان الياس بيكرمان «بكيفية معرفة أن اغتيال قيصر قد وقع في 15 مارس عام 44 قبل الميلاد»، إذ لا يمكن معرفة أي تاريخ بدقة قبل عام 480 ق.م وفقًا للتقويم اليولياني إلا بتأكيده بالظواهر الفلكية». هناك أيضًا جدل واسع بين الباحثين في التكهن ببداية «سلطة القيادة» (الإمبريوم) لأغسطس قيصر.
أعاد دونكن ماكنوتن الإشارة إلى هذه الاختلافات في كتاباته قائلًا: «لقد تعددت وتنوعت أنظمة التسلسل الزمني القديمة المطروحة منذ أيام جورج سميث، إذ يشير التاريخ في أحد السنوات إلى اقتراب نهاية حقبة أحد الملوك، وبعد عدة سنوات يُحذف هذا التاريخ باعتباره خاطئًا، وهذه تغيرات طبيعية». في الحقيقة، استغرق الباحثون مئات السنين ليحددوا التواريخ التي افترضوا دقتها، وهذا ما يزعمه أنطوني غرافتون في كتابه حول «جوزيف اسكاليجيه» الذي أظهر فيه طول الفترة التي استغرقها تحويل تواريخ القنصلية الرومانية (والتواريخ الأركونية وغيرها) إلى نظام قبل وبعد الميلاد. وجب إسقاط جميع أنظمة التأريخ القديمة وتحويلها إلى الأنظمة الحديثة ومقارنتها ببعضها، بينما لم يكن من السهل ترجمة أنظمة التأريخ الأخرى.